# Leptinotarsa decemlineata
El escarabajo de la patata o dorífora (Leptinotarsa decemlineata) es un coleóptero de la familia de los crisomélidos de amplia distribución mundial, asociado a los lugares de cultivo y almacenamiento de patatas, sobre los que actúa como plaga.
Mide 1 cm y posee un patrón característico de coloración sobre sus élitros consistente en cinco rayas oscuras por élitro sobre un fondo amarillento. Este escarabajo fue descrito en 1824 por Thomas Say a partir de especímenes recogidos en plantas de Solanum rostratum en las Montañas Rocosas. Su origen no está claro pero parece ser que Colorado y México son parte de sus zonas de origen.
Su área de distribución se expandió conforme lo hacía la patata. Curiosamente, el área de origen de la patata no coincide con la del escarabajo. El insecto se adaptó a esta nueva planta nutricia muy relacionada con su planta nutricia original, lo que le permitió expandir su área de distribución.
Puede confundirse fácilmente con una especie muy parecida, Leptinotarsa juncta, conocida como falso escarabajo de las patatas.

## Taxonomía

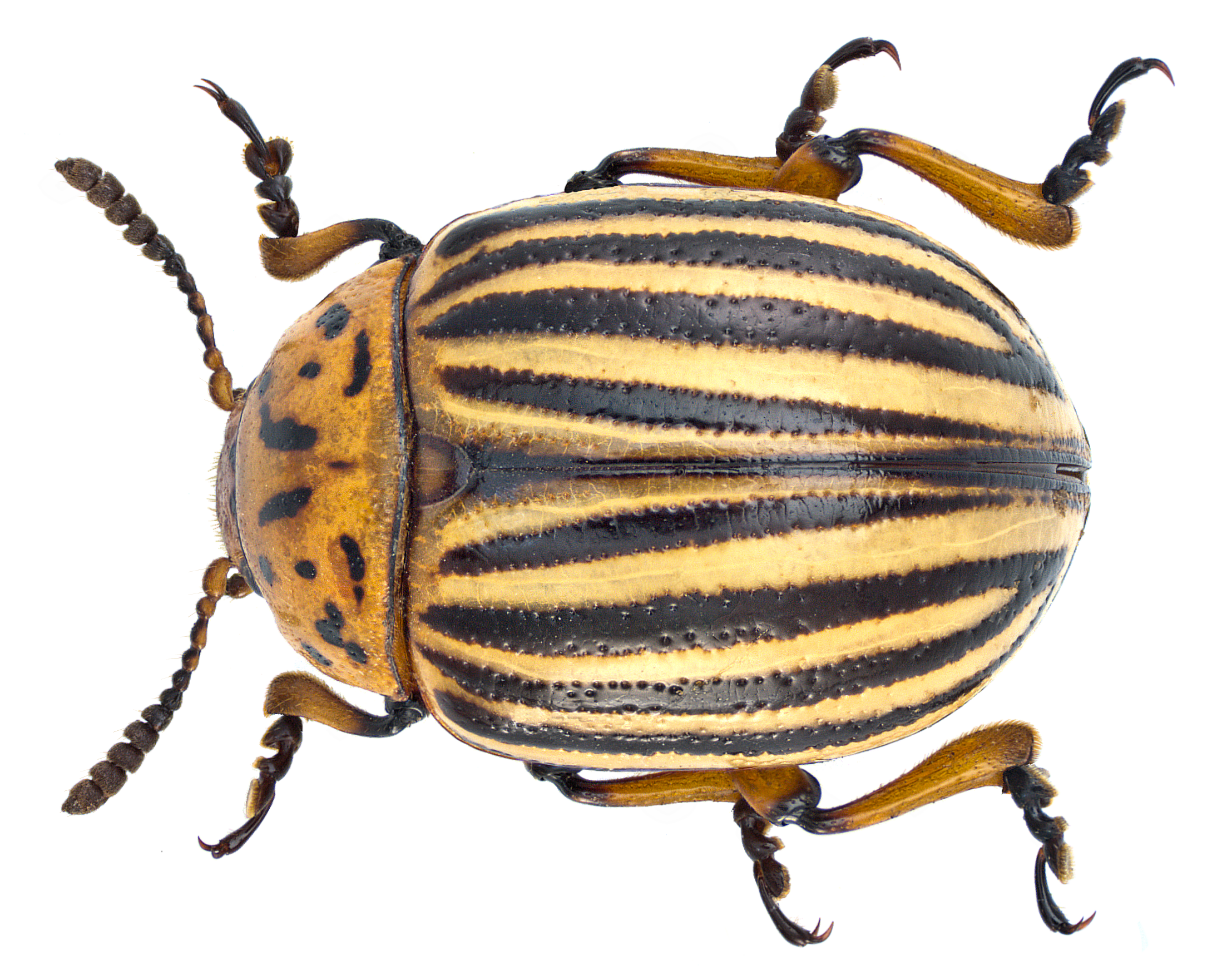
Leptinotarsa decemlineata espécimen adulto

El escarabajo de la patata de Colorado fue observado por primera vez en 1811 por Thomas Nuttall y fue descrita la especie formalmente en 1824 por el entomólogo estadounidense Thomas Say. Los escarabajos se recolectaron en las Montañas Rocosas, donde se alimentaban del abrojo del búfalo, Solanum rostratum. El género Leptinotarsa] se asigna al escarabajo chrysomelid tribe. Chrysomelini (en la subfamilia Chrysomelinae).

## Descripción
Los escarabajos adultos suelen medir 6-11 mm (0,2-0,4 plg) de largo y 3 mm (0,1 plg) de ancho. Pesan entre 50 y 170 mg. Los escarabajos son de color amarillo anaranjado con diez rayas negras características en sus élitros. El nombre específico decemlineata, que significa 'diez rayas', deriva de esta característica. Sin embargo, los escarabajos adultos pueden confundirse visualmente con L. juncta, el falso escarabajo de la patata, que no es una plaga agrícola. L. juncta también tiene franjas alternas blancas y negras en el dorso, pero una de las franjas blancas en el centro de cada cubierta alar falta y se sustituye por una franja de color marrón claro.
Las larvas, de color rosa anaranjado, tienen un abdomen grande de nueve segmentos, cabeza negra y espiráculos prominentes, y pueden medir hasta 15 mm (0,6 plg) de longitud en su estadio final. La larva del escarabajo tiene cuatro estadios instar. La cabeza sigue siendo negra a lo largo de estos estadios, pero el pronoto cambia de color, pasando de ser negro en las larvas de primer y segundo estadio a tener un borde marrón anaranjado en las de tercer estadio. En las larvas del cuarto estadio, aproximadamente la mitad del pronoto es de color marrón claro. Esta tribu se caracteriza dentro de la subfamilia por cuerpos convexos de forma redonda a ovalada, que suelen ser de colores brillantes, garras simples que se separan en la base, cavidades abiertas detrás de las procoxas y un segmento apical variable del palpo maxilar.

## Distribución
El escarabajo es probablemente nativo de la zona entre Colorado y el norte de México, y fue descubierto en 1824 por Thomas Say en las Montañas Rocosas. Se encuentra en Norteamérica, y está presente en todos los estados y provincias excepto Alaska, California, Hawái y Nevada. Actualmente tiene una amplia distribución por Europa y Asia, totalizando más de 16 millones km2. 
Su primera asociación con la planta de la patata (Solanum tuberosum) no se produjo hasta aproximadamente 1859, cuando empezó a destruir los cultivos de patata en la región de Omaha, Nebraska. Su propagación hacia el este fue rápida, a una distancia media de 140 km por año. En 1874 ya había alcanzado la costa atlántica.  A partir de 1871, el entomólogo estadounidense Charles Valentine Riley advirtió a los europeos sobre la posibilidad de una infestación accidental causada por el transporte del escarabajo desde América.  A partir de 1875, varios países de Europa occidental, entre ellos Alemania, Bélgica, Francia y Suiza, prohibieron la importación de patatas americanas para evitar la infestación por L. decemlineata.
Estos controles resultaron ineficaces, ya que el escarabajo no tardó en llegar a Europa. En 1877, L. decemlineata llegó al Reino Unido y se registró por primera vez en los muelles de Liverpool, pero no llegó a establecerse. Se han producido muchos brotes más; la especie ha sido erradicada en el Reino Unido al menos ciento sesenta y tres veces. El último brote importante se produjo en 1976. Sigue siendo una plaga de cuarentena de declaración obligatoria en el Reino Unido y está vigilada por el DEFRA para evitar que se establezca. Un análisis coste-beneficio de 1981 sugería que el coste de las medidas utilizadas para excluir a L. decemlineata del Reino Unido era menor que los costes probables de control si se establecía.
En otros lugares de Europa, el escarabajo se estableció cerca de las bases militares de EE. UU. en Burdeos durante o inmediatamente después de la Primera Guerra Mundial y había procedido a extenderse a principios de la Segunda Guerra Mundial a Bélgica, los Países Bajos y España. La población aumentó drásticamente durante e inmediatamente después de la Segunda Guerra Mundial y se extendió hacia el este, y actualmente el escarabajo se encuentra en gran parte del continente. Después de la Segunda Guerra Mundial, en la zona de ocupación soviética de Alemania, casi la mitad de los campos de patatas estaban infestados por el escarabajo en 1950. En Alemania Oriental, se les conocía como Amikäfer ('escarabajos yanquis') a raíz de una afirmación gubernamental de que los escarabajos habían sido lanzados por aviones estadounidenses. En la Unión Europea, sigue siendo una plaga reglamentada (cuarentena) para la República de Irlanda, las Islas Baleares, Chipre, Malta y partes meridionales de Suecia y Finlandia. No está establecido en ninguno de estos Estados miembros, pero pueden producirse infestaciones ocasionales cuando, por ejemplo, el viento arrastra adultos de Rusia a Finlandia.
El escarabajo tiene potencial para extenderse a zonas templadas del este de Asia, India, Sudamérica, África, Nueva Zelanda y Australia.

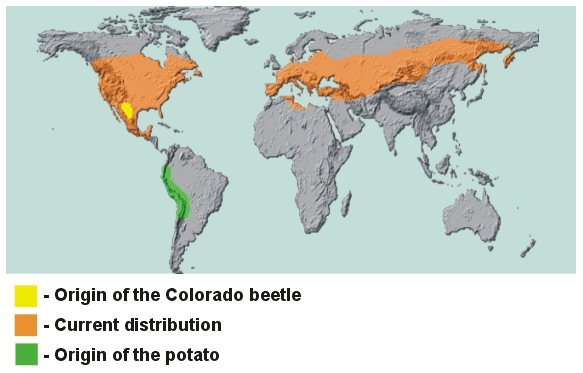
Área de distribución nativa de la patata y área de distribución nativa y actual del escarabajo de Colorado
Expansión del área de distribución del escarabajo de la patata de Colorado en Norteamérica, 1859-1876
Expansión del área de distribución del escarabajo de la patata de Colorado en Europa, 1921-1964

## Ciclo biológico
L. decemlineata presenta un desarrollo holometábolo. Las hembras del escarabajo de la patata son muy prolíficas; pueden poner hasta ochocientos huevos. Los huevos son de color entre amarillo y naranja, y de aproximadamente 1,5 mm de longitud, suelen ser depositados en grupos de unos treinta en el envés de las hojas. La duración de todos sus estadios de desarrollo depende de la temperatura. Pasados entre cuatro y quince días, de los huevos sale una larva de coloración rojiza con el dorso abultado y dos líneas de puntos marrón oscuro a cada lado. Las larvas pasan por cuatro estadios o ínstares. El primer estadio es de aproximadamente 1,5 mm de longitud y en el cuarto llega hasta unos 8 mm. Los estadios del primero al tercero duran entre dos y tres días, y el cuarto entre cuatro y siete. Una vez que en el cuarto estadio la larva ha alcanzado su máximo desarrollo pasa unos cuantos días en una fase prepupal en la que no se alimenta, esta fase puede ser reconocida por su coloración más clara.
La prepupa posteriormente se deja caer a la tierra y penetra unos pocos centímetros en ella, entonces pasa al estadio de pupa. Dependiendo de la temperatura, la duración del día y la calidad alimenticia de la planta huésped, los adultos pueden emerger en unas pocas semanas para continuar el ciclo biológico o bien pueden entrar en una diapausa y retrasar su aparición hasta la primavera. Entonces regresan a sus plantas huéspedes para alimentarse y aparearse. En ocasiones se pueden dar tres o más generaciones en una temporada.

## Plaga en los cultivos
L. decemlineata es una importante plaga sobre todo en el cultivo de patata. También puede ocasionar daños en plantas del género Solanum, tomate y berenjena. Tanto las larvas como los adultos se alimentan de las hojas y pueden llegar a eliminar totalmente las plantas. Los insecticidas son actualmente el principal método de control de este escarabajo en plantaciones comerciales. Sin embargo, muchos insecticidas no producen un buen resultado en su control debido a la resistencia a los tóxicos de esta especie y a la rapidez con la que pueden desarrollar resistencia a ellos. Esta especie ha desarrollado resistencia a la mayoría de los insecticidas normalmente utilizados.

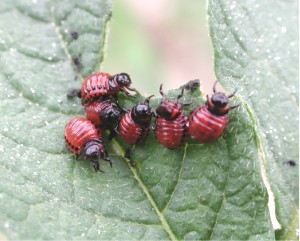
Larvas de tercer estadio alimentándose de hojas de patata.

La gran fecundidad de esta especie normalmente le ayuda a soportar la presión de sus enemigos naturales. Aun así, en determinados casos, sus enemigos naturales pueden mantener las poblaciones de L. decemlineata bajas, de modo que los daños económicos causados no sean elevados. Beauveria bassiana es un hongo patógeno que puede infectar a un amplio rango de insectos incluyendo L. decemlineata. Es probablemente el enemigo natural más ampliamente utilizado en su control, presentándose en formulaciones comerciales que permiten que pueda ser utilizado en los equipos convencionales de tratamientos agrícolas.

## En Europa

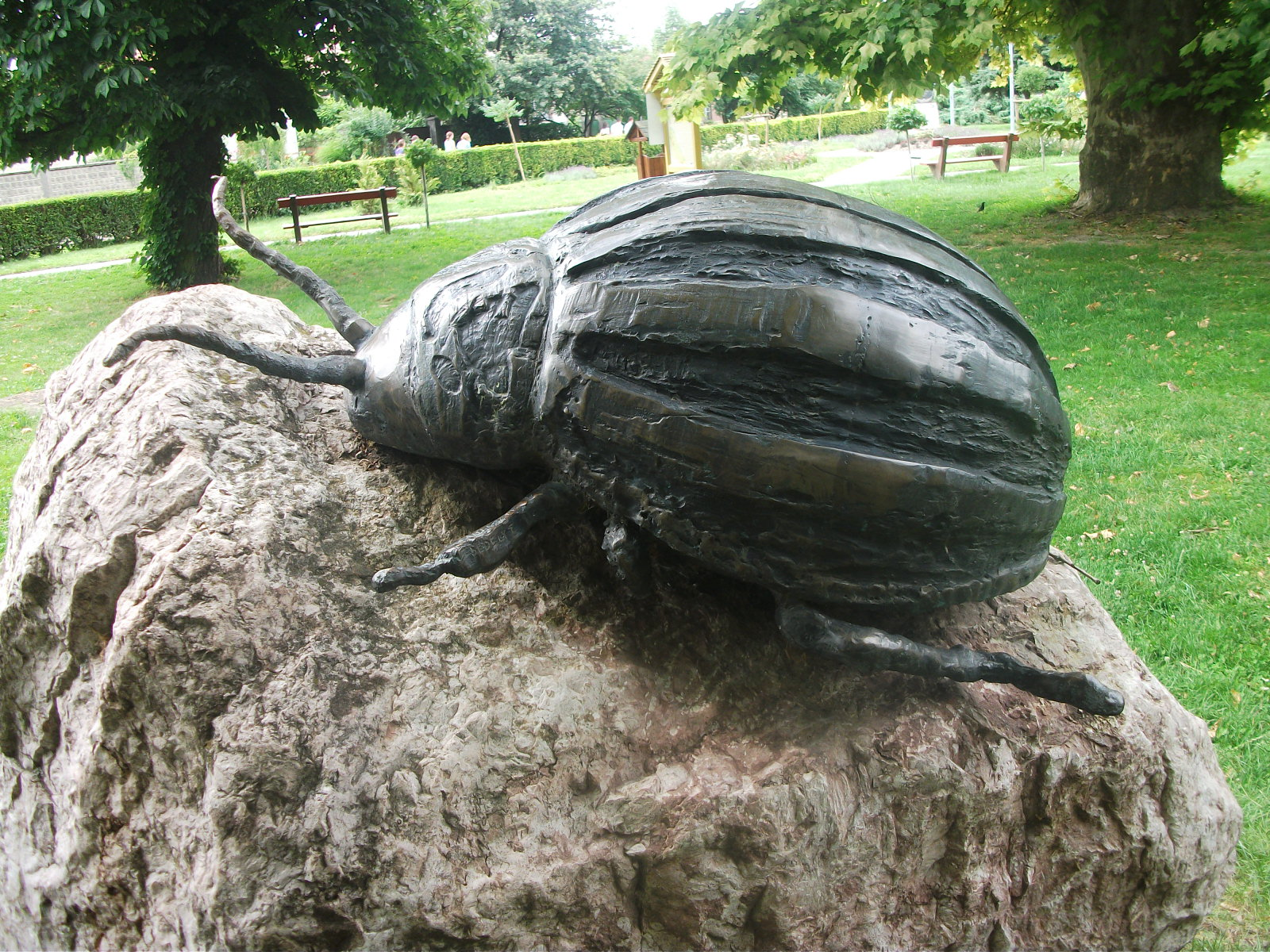
Estatua del escarabajo de la patata en Hédervár, Hungría.

El escarabajo de la patata llegó a Alemania en 1877 pero fue erradicado. Durante o inmediatamente después de la Segunda Guerra Mundial se estableció cerca de las bases militares estadounidenses de Burdeos y empezó a extenderse hacia Bélgica, Holanda y España. La población de este insecto aumentó de un modo explosivo y siguió extendiéndose hacia el este pudiéndose encontrar actualmente en la mayor parte del continente. 
Durante la Segunda Guerra Mundial el régimen nazi alemán y los de varios estados satélites de la Unión Soviética usaron este insecto en sus campañas de propaganda, asegurando que estos escarabajos habían sido lanzados por aviones del ejército estadounidense. Después de la guerra también se acusaba a los estadounidenses cuando en 1950 en la zona de Alemania ocupada por los rusos casi la mitad de las plantaciones de patata fueron infestadas por este insecto.
En la Unión Europea actualmente existen períodos de cuarentena para este insecto en el Reino Unido, Irlanda, Islas Baleares, Chipre, Malta y las zonas meridionales de Suecia y Finlandia. Zonas en las que no se encuentra este insecto.

## Filatelia
El Servicio postal de Austria hizo un sello con la imagen del escarabajo de la patata en 1967.
El Servicio Postal de Bélgica realizó un dibujo de este insecto en una tarjeta de publicidad en 1934 y 1935.